# Arbeitsgericht Bochum

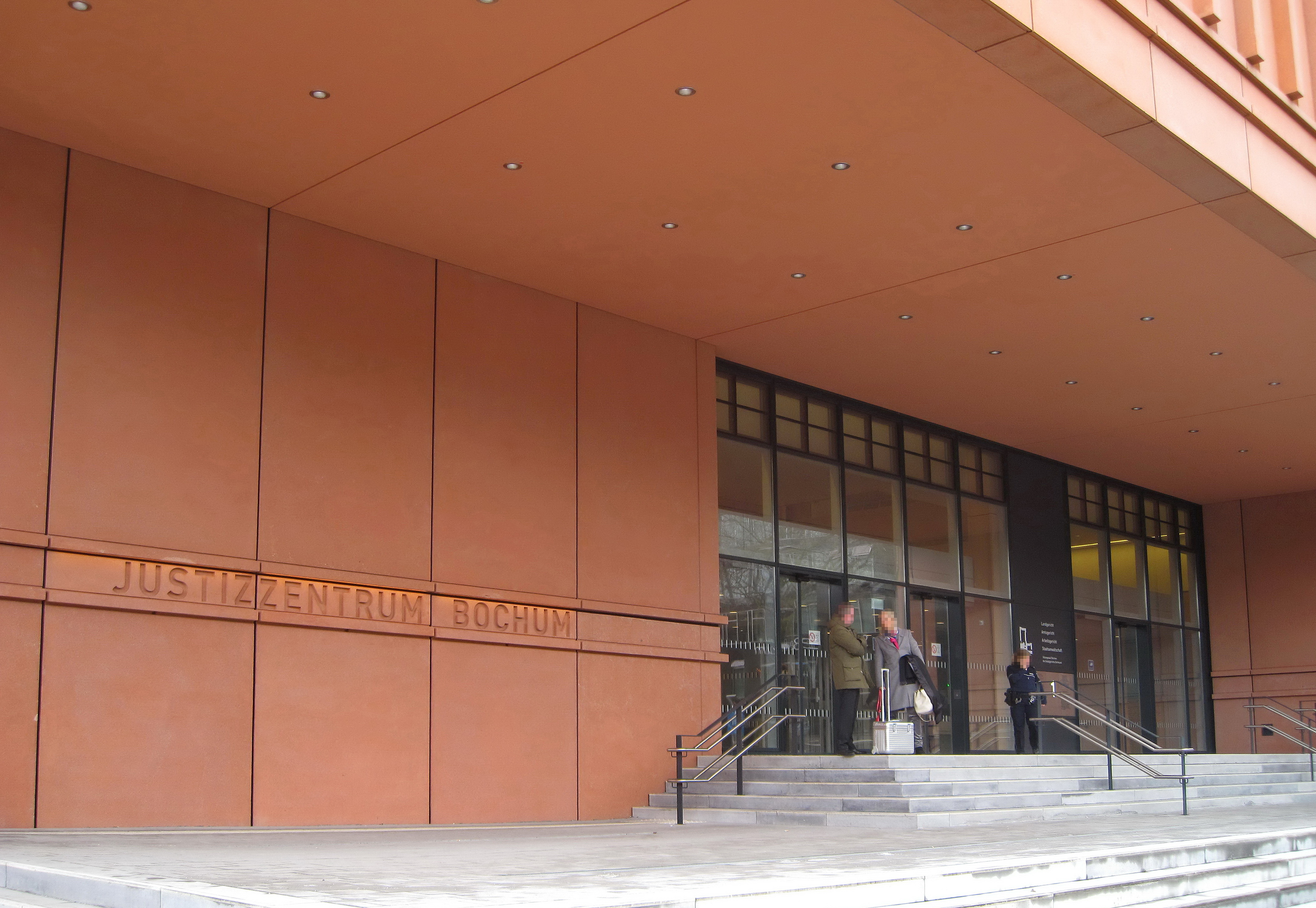
Eingangsbereich Justizzentrum
(Josef-Neuberger-Straße 1)

Das Arbeitsgericht Bochum, ein Gericht der Arbeitsgerichtsbarkeit, ist eines der dreißig nordrhein-westfälischen Arbeitsgerichte. Bei ihm sind fünf Kammern gebildet.

## Gerichtssitz und -bezirk
Das Gericht hat seinen Sitz in Bochum im Justizzentrum an der Josef-Neuberger-Straße 1. Das Landesbehördenhaus des vorherigen Standortes am Marienplatz 2 (bis 23. Oktober 2017) erwarb die Stadt Bochum.
Das Arbeitsgericht Bochum ist örtlich zuständig für Rechtsstreitigkeiten aus den Städten Bochum und Witten.
Die sachliche Zuständigkeit ergibt sich aus dem Arbeitsgerichtsgesetz.

## Übergeordnete Gerichte
Dem Arbeitsgericht Bochum sind das Landesarbeitsgericht Hamm und im weiteren Rechtszug das Bundesarbeitsgericht übergeordnet.

## Geschichte
Gemäß Arbeitsgerichtsgesetz vom 23. Dezember 1926 wurden in Deutschland Arbeitsgerichte gebildet. Diese waren nur in der ersten Instanz organisatorisch selbstständige Gerichte, die Landesarbeitsgerichte waren den Landgerichten zugeordnet. Am Landgericht Dortmund entstand so 1927 das Landesarbeitsgericht Dortmund als eines von fünf Landesarbeitsgerichten im Bezirk des Oberlandesgerichtes Hamm. In Bochum entstand das Arbeitsgericht Bochum. Sein Sprengel umfasste die Bezirke der Amtsgerichte Bochum, Hattingen, Herne, Langendreer, Wattenscheid und Witten sowie der Teil von Wanne-Eickel, der zum Amtsgericht Gelsenkirchen gehörte. Es bestand jeweils eine Kammer für Arbeiter, für Angestellte und für Handwerk.
Nach der Besetzung Deutschlands durch die Alliierten wurden 1945 zunächst alle Gerichte geschlossen. Die ordentlichen Gerichte wurden schon bald wieder eröffnet, während die Arbeitsgerichte zunächst nicht wieder eingerichtet wurden, so dass arbeitsgerichtliche Streitigkeiten von den ordentlichen Gerichten erledigt werden mussten. Gemäß Kontrollratsgesetz 21 vom 30. März 1946 sollten in Deutschland Arbeitsgerichte aufgebaut werden. Das Arbeitsgericht Bochum entstand so neu.